# جيمس آي. روبرتسون جونيور
جيمس آي. روبرتسون جونيور (بالإنجليزية: James I. Robertson, Jr.)‏ هو مؤرخ أمريكي، ولد في 1930 في دانفيل في الولايات المتحدة، وتوفي في 2 نوفمبر 2019.